# Seznam evroposlancev iz Češke
Seznam evroposlancev iz Češke je krovni seznam.

## Seznami
- seznam evroposlancev iz Češke (2004–2009)
- seznam evroposlancev iz Češke (2009–2014)
- poimenski seznam evroposlancev iz Češke